# Skeeter Jackson
Stanley „Skeeter“ Jackson (* 7. November 1956 in Monroe (Louisiana)) ist ein ehemaliger US-amerikanisch-französischer Basketballspieler.

## Laufbahn
Jackson spielte in seinem Heimatland von 1975 bis 1979 an der Southwestern Oklahoma State University und schlug dann eine Profilaufbahn ein, die ihn nach Frankreich führte. Dort gehörte der 2,04 Meter messende Flügelspieler in der Saison 1979/80 zunächst in der unterklassigen Liga Nationale 4 dem Verein Saint-Denis an.
Von 1980 bis 1982 spielte Jackson beim Klub Resistencia in Argentinien, zur Saison 1982/83 kehrte er nach Frankreich zurück und verstärkte dort in den folgenden Jahren unterklassige Mannschaften. 1984 nahm er die französische Staatsbürgerschaft an. In der Saison 1985/86 spielte er erstmals in der höchsten Liga Frankreichs und erzielte für Racing Paris in 36 Spielen im Schnitt 19,2 Punkte je Begegnung. 1987 wurde Jackson erstmals in Frankreichs Nationalmannschaft berufen. Auf Vereinsebene blieb er bis 1988 bei Racing Paris, anschließend stand er von 1988 bis 1990 in Diensten von Pau-Orthez. Mit der Nationalmannschaft nahm er im Juni 1989 an der Europameisterschaft in Zagreb teil und erzielte während des Turniers 6 Punkte pro Einsatz.
Von 1990 bis 1994 spielte Jackson bei Jet Lyon, mit der Mannschaft stieg er 1991 in die erste Liga auf, Jackson hatte zu diesem Erfolg in der Saison 1990/91 im Schnitt 17 Punkte und 9,7 Rebounds pro Begegnung beigetragen. 1994 wechselte er zu Besançon BCD, stieg mit der Mannschaft 1995 ebenfalls in die höchste Spielklasse auf und spielte dort bis 1997. Im Anschluss an die Spielzeit 1997/98, in der er erneut in Lyon (mittlerweile wieder in der zweiten Liga) auflief, beendete Jackson seine Laufbahn.
Er bestritt insgesamt 41 Länderspiele für Frankreich. Nach dem Ende seiner Spielerzeit war er bis 2017 als Trainer im Nachwuchsbereich von ASVEL Lyon-Villeurbanne tätig. In der Saison 2010/11 war er zudem zeitweilig Assistenztrainer der ASVEL-Herren. Sein Sohn Edwin Jackson wurde ebenfalls französischer Nationalspieler.